# Kozubów (Oleśnica)
Kozubów – część wsi Oleśnica w Polsce, położona w województwie małopolskim, w powiecie dąbrowskim, w gminie Olesno.
Dawniej samodzielna wieś i część gminy jednostkowej Kozubów.
W latach 1975–1998 miejscowość położona była w województwie tarnowskim.